# Sibon
Sibon es un género de ofidios perteneciente a la familia Colubridae  y subfamilia Dipsadinae. Sus 16 especies que lo componen se distribuyen en áreas tropicales desde México hasta el norte de América del Sur. 
Algunas de estas cuentan con un notable mimetismo batesiano con patrones de rayas claras y oscuras, imitando así, en la oscuridad de la noche selvática, a las venenosas serpientes de coral.

## Taxonomía
Descripción original
Este género fue descrito originalmente en el año 1826 por el zoólogo austríaco Leopold Fitzinger.
Especies

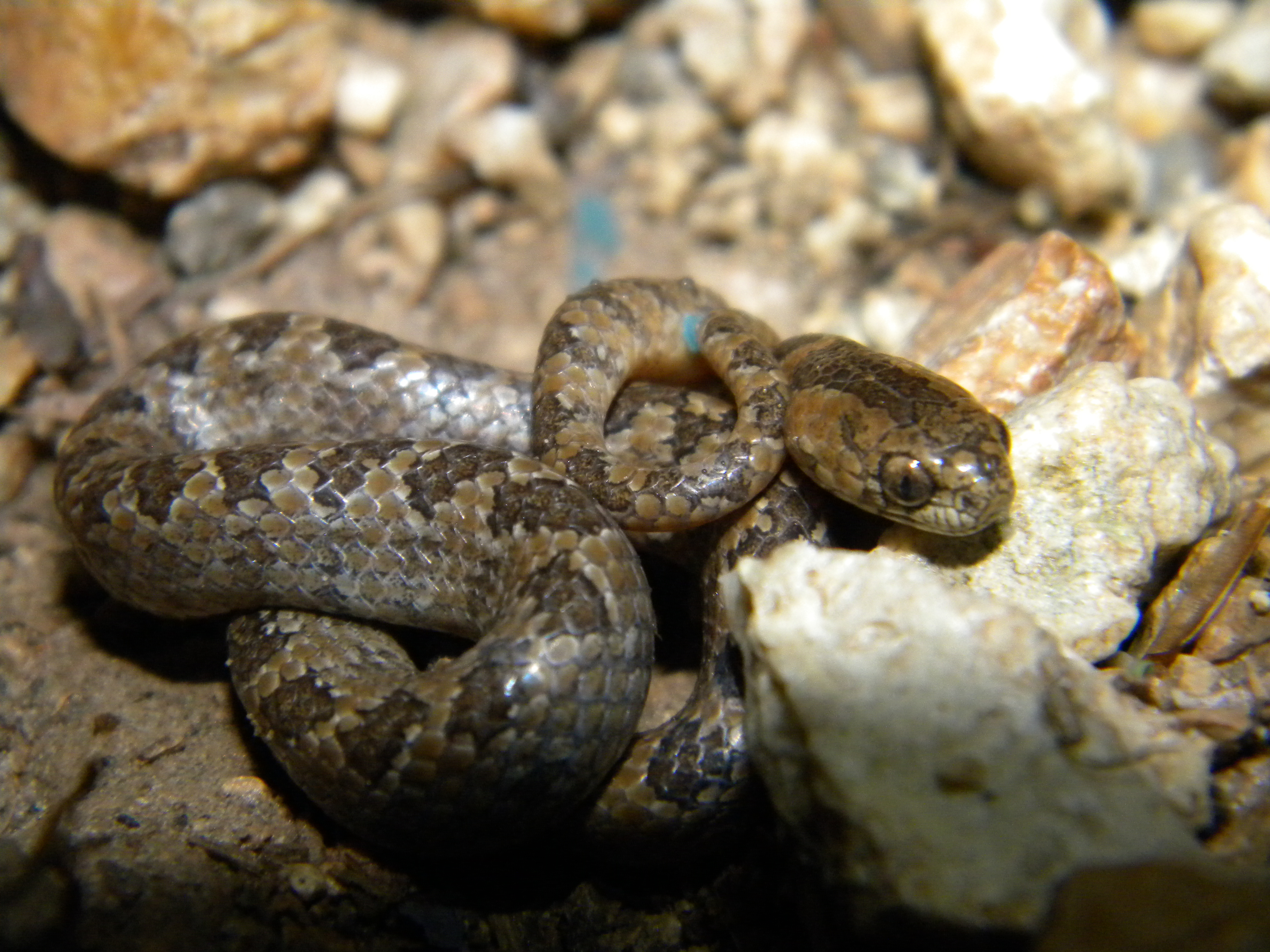
Sibon sanniolus.

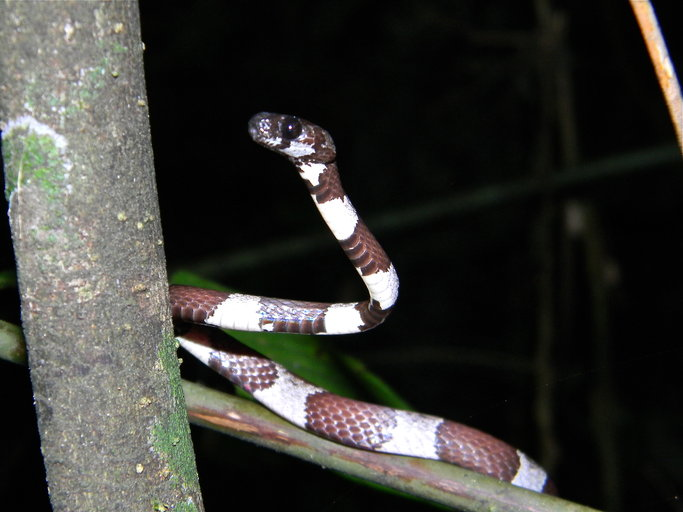
Sibon dimidiatus.

Este género se subdivide en 16 especies:
- Sibon annulatus (Günther, 1872)
- Sibon anthracops (Cope, 1868)
- Sibon argus (Cope, 1876)
- Sibon carri (Shreve, 1951)
- Sibon dimidiatus (Günther, 1872)
- Sibon dunni Peters, 1957
- Sibon lamari Solorzano, 2001
- Sibon linearis Pérez-Higareda, López-Luna & Smith, 2002
- Sibon longifrenis (Stejneger, 1909)
- Sibon manzanaresi Mccranie, 2007
- Sibon merendonensis Rovito, Papenfuss & Vásquez-Almazán, 2012
- Sibon miskitus Mccranie, 2006
- Sibon nebulatus (Linnaeus, 1758)
- Sibon noalamina Lotzkat, Hertz & Köhler, 2012
- Sibon perissostichon Köhler, Lotzkat & Hertz, 2010
- Sibon sanniolus (Cope, 1866)